# Лушка
Лушка (рум. Lușca) — село у повіті Бистриця-Несеуд в Румунії. Адміністративно підпорядковане місту Несеуд.
Село розташоване на відстані 342 км на північ від Бухареста, 17 км на північний захід від Бистриці, 82 км на північний схід від Клуж-Напоки.

## Населення
За даними перепису населення 2002 року у селі проживали 635 осіб, з них 633 особи (99,7%) румунів. Рідною мовою 633 особи (99,7%) назвали румунську.